# Dirty South (dj)
Dragan Roganović (Servisch: Драган Рогановић) (Socialistische Republiek Servië, Joegoslavië, 1978), bekend onder de naam Dirty South, is een dj, remixer en muziekproducent uit Melbourne, Australië.

## Biografie
De familie van Roganović emigreerde naar Australië toen hij dertien jaar was. Zijn carrière als remixer begon toen hij een NEC-cassetterecorder kreeg waarmee hij liedjes van de radio opnam. Door het simultaan laten spelen en pauzeren van liedjes, creëerde hij zijn mixtapes, die hij aan zijn vrienden liet horen. In 2000 kocht hij twee draaitafels en begon met mixen.
Roganović' carrière als producent ontwikkelde zich ook. Aanvankelijk gebruikte hij een computer van zijn familie om remixen en mash-ups te maken van andere artiesten. Deze distribueerde hij ook zelf, wat de belangstelling wekte van het Australische label Vicious vinyl, en in 2005 tekende hij daar een contract. In eerste instantie kon hij zich hier ontwikkelen door het remixen van muzieknummers van anderen, later maakte hij ook zijn eigen tracks.
In 2006 verkreeg hij de eerste positie in de Australische Club Charts met zijn remix van It's Too Late door Evermore. Voorts was hij de eerste Australische artiest sinds 1999 die een van Pete Tongs 'Essential New Tunes' in handen kreeg. Niet alleen de Australische dance-scene was onder de indruk van It's Too Late, maar ook wereldwijd was het zeer succesvol.
Dirty South werkte in 2007 samen met Paul Harris en produceerde Better Day, dat ook veel aandacht kreeg bij Pete Tong. Verder remixte hij samen met TV Rock Reach For Me, Feels Like Home, Higher State Of Consciousness. In juli produceerde hij samen met het MYNC Project Everybody Freakin', maar Dirty Souths echte succes kwam toen zijn single Let It Go verscheen op Axwells label Axtone. Ook maakt hij met TV Rock een remix van de klassieker Higher State of Consciousness van Josh Wink.
Dirty South maakte een remix van Kaskades nummer Sorry. De remix werd genomineerd voor een Grammy, maar deze won hij uiteindelijk niet.

## Discografie

### Singles
| Single met eventuele hitnotering(en) in de Nederlandse Top 40 | Datum van verschijnen | Datum van binnenkomst | Hoogste positie | Aantal weken | Opmerkingen                                                        |
| ------------------------------------------------------------- | --------------------- | --------------------- | --------------- | ------------ | ------------------------------------------------------------------ |
| Sleazy                                                        | 2005                  | -                     |                 |              |                                                                    |
| Dirty South EP                                                | 2006                  | -                     |                 |              | ep                                                                 |
| It's too late (Ride on)                                       | 2006                  | 16-09-2006            | tip2            | -            | met Evermore Nr. 75 in de Single Top 100 / Dancesmash op Radio 538 |
| Better day                                                    | 2007                  | -                     |                 |              | met Paul Harris                                                    |
| Everybody freakin'                                            | 2007                  | -                     |                 |              | met MYNC Project                                                   |
| Higher State Of Consciousness (TV Rock & Dirty South Remix)   | 2007                  | 08-09-2007            | 53              | -            | Josh Wink                                                          |
| Let it go                                                     | 2007                  | 02-02-2008            | 23              | 6            | Nr. 34 in de Single Top 100                                        |
| Minority                                                      | 2007                  | -                     |                 |              |                                                                    |
| The end                                                       | 2008                  | -                     |                 |              | Nr. 83 in de Single Top 100                                        |
| Open your heart                                               | 2008                  | 08-11-2008            | tip6            | -            | met Axwell & Rudy / Nr. 21 in de Single Top 100                    |
| We are                                                        | 2009                  | -                     |                 |              | met Rudy                                                           |
| How soon is now                                               | 2009                  | -                     |                 |              | met David Guetta, Sebastian Ingrosso & Julie McKnight              |
| Meich                                                         | 2009                  | -                     |                 |              | met Sebastian Ingrosso                                             |
| Phazing                                                       | 2010                  | -                     |                 |              | met Rudy                                                           |
| The Russian march                                             | 14-04-2010            | -                     |                 |              | met Bob Sinclar                                                    |
| Alive                                                         | 2011                  | -                     |                 |              | met Thomas Gold & Kate Elsworth                                    |

| Single met hitnotering(en) in de Vlaamse Ultratop 50 | Datum van verschijnen | Datum van binnenkomst | Hoogste positie | Aantal weken | Opmerkingen                     |
| ---------------------------------------------------- | --------------------- | --------------------- | --------------- | ------------ | ------------------------------- |
| It's too late (Ride on)                              | 2006                  | 06-01-2007            | tip5            | -            | met Evermore                    |
| Alive                                                | 2011                  | 26-11-2011            | tip64           | -            | met Thomas Gold & Kate Elsworth |

### Remixes
- 2004 Dalassandro - Dial L
- 2005 Freemasons - Love on My Mind
- 2005 Gaelle - Give It Back
- 2005 Isaac James - Body Body
- 2005 mrTimothy - I'm On My Way (I'm Coming)
- 2005 Silosonic - Something (To Make You Feel Alright)
- 2005 Soulwax - NY Excuse
- 2005 Spektrum - Kinda New
- 2005 T-Funk feat. Inaya Day - The Glamorous Life
- 2006 Ferry Corsten - Watch Out
- 2006 Depeche Mode - Just Can't Get Enough
- 2006 Evermore - It's Too Late (Ride On)
- 2006 Isaac James - Just Can't Handle This
- 2006 Chris Lake feat. Laura V - Changes
- 2006 Fedde le Grand - Put Your Hands Up for Detroit
- 2006 Mind Electric - Dirty Cash (Money Talks)
- 2006 mrTimothy - Stand by Me
- 2006 Rogue Traders - Watching You
- 2006 Led Zeppelin - Babe, I'm gonna leave you
- 2006 TV Rock feat. Nancy Vice - Bimbo Nation
- 2006 TV Rock feat. Seany B - Flaunt It
- 2006 Vandalism - Never Say Never
- 2007 Chab feat. JD Davis - Closer to Me
- 2007 Cicada - The Things You Say
- 2007 Funky Green Dogs aka Murk - Reach for Me
- 2007 Kaskade - Sorry
- 2007 Meck feat. Dino - Feels Like Home
- 2007 Mark Ronson feat. Daniel Merriweather - Stop Me
- 2007 Roger Sanchez - Not Enough
- 2007 Wink - Higher State of Consciousness
- 2007 Tiësto feat. Christian Burns - In the Dark
- 2007 Tracey Thorn - Grand Canyon
- 2007 David Guetta - Baby When the Lights Go Out
- 2008 Buy Now - Body Crash
- 2008 Snoop Dogg - Sexual Eruption
- 2008 John Dahlback - Pyramid
- 2008 Pussy Cat Dolls - When I Grow Up
- 2008 PNAU - With You Forever
- 2009 The Temper Trap - Sweet Disposition (met Axwell)
- 2011 Diddy-Dirty Money ft. Skylar Grey - Coming Home
- 2013  Joe Gil - Until the End